# Adonisea vacciniae
Adonisea vacciniae är en fjärilsart som beskrevs av Edwards 1875. Adonisea vacciniae ingår i släktet Adonisea och familjen nattflyn. Inga underarter finns listade i Catalogue of Life.